# Hajdu Attila (politikus)
Hajdu Attila (Szeghalom, 1950. december 24. –) magyar jogász, politikus, országgyűlési képviselő.

## Életpályája

### Iskolái
Általános és középiskolai tanulmányait Orosházán végezte el. 1969-ben érettségizett. Csepelen a repülőgép-műszerész (rádiós) szakmát szerezte meg. 1973–1978 között a József Attila Tudományegyetem Jogtudományi Karának hallgatója volt.

### Pályafutása
1955-ben Orosházára költözött szüleivel. A középiskola után szakmunkástanulónak állt. Eleinte műszerészként, lakatosként és villanyszerelőként dolgozott. Katona is volt, ahonnan egészségügyi okokból leszerelték. 1978-tól a csepeli szabadkikötőben jogi területen dolgozott. Ezután közjegyző lett; a KISZ KB jogi-államigazgatási referense volt. Az 1980-as évek közepétől ügyvédként tevékenykedett. 1987–1990 között a SZOT osztályvezető volt. 1990–1997 között az MSZOSZ jogi irodavezetője volt. 1997–2002 között ügyvédként dolgozott. 2002-ben a Nemzeti Terület-fejlesztési Hivatal elnöke volt. 2002–2004 között a Regionális Fejlesztési Holding Rt. vezérigazgató-helyettese, 2004–2005 között vezérigazgatója volt.

### Politikai pályafutása
1989-ben részt vett a nemzeti kerekasztal tárgyalásokon. 1994-ben országgyűlési képviselőjelölt volt. 2006–2010 között országgyűlési képviselő (Hajdú-Bihar megye, MSZP) volt. 2006–2010 között az Alkotmányügyi, igazságügyi és ügyrendi bizottság tagja volt.

## Magánélete
1981–2006 között házasságban élt. Két gyermeke született: Tamás és Laura.